# Jack Frendo Azzopardi
John Frendo Azzopardi, detto Jack (23 ottobre 1915 – Sliema, 16 gennaio 1981), è stato un pallanuotista maltese che ha partecipato ai Giochi di Berlino 1936.